# Чудеса з небес (фільм)
«Чудеса з небес» (англ. Miracles from Heaven) — американський драматичний фільм, знятий Патрісією Рігген за однойменним романом Крісти Бім. Прем'єра стрічки в Україні відбулася 28 квітня 2016 року. Фільм розповідає про жінку, донька якої невиліковно захворіла.

## У ролях
- Кайлі Роджерс — Анна Бім
- Дженніфер Гарнер — Крісті Бім, мати Анни
- Мартін Гендерсон — Кевін Бім, батько Анни
- Евхеніо Дербес — доктор Нурко, дитячий гастроентеролог
- Квін Латіфа — Анджела, офіціантка
- Джон Керролл Лінч — Преподобний Скотт, старший пастор

## Виробництво
Зйомки фільму почались у липні 2015 року в Атланті.